# Gevrolles
Gevrolles é uma comuna francesa na região administrativa da Borgonha-Franco-Condado, no departamento de Côte-d'Or. Estende-se por uma área de 25,14 km². Em 2010 a comuna tinha 180 habitantes (densidade: 7,2 hab./km²).